# Innesto
L'innesto è una pratica agronomica per la moltiplicazione agamica delle piante realizzata con la fusione anatomo-fisiologica di due individui differenti (bionti), detti rispettivamente "portinnesto" e "marza", di cui il primo costituisce la parte basale della pianta e il secondo la parte aerea. Talvolta l'innesto si realizza con tre individui, interponendo fra il portinnesto e il nesto un terzo bionte, detto "intermediario".

## Descrizione ed utilizzo
L'innesto consiste nel saldare sul portinnesto una parte di pianta del nesto, rappresentata da una porzione di ramo o da una gemma, in quest'ultimo caso detta "occhio" o "scudetto". Si ottiene in questo modo un'unica pianta formata da due porzioni diverse. La fusione istologica avviene grazie al callo che si forma fra le due superfici tagliate, precisamente dove combaciano i meristemi cambiali.
In floricoltura, nel giardinaggio e nella frutticoltura l'innesto viene diffusamente adottato per la moltiplicazione di piante legnose, raramente per quelle erbacee. La buona riuscita dell'innesto dipende da una tecnica perfetta, che consiste nel creare tagli dell'innesto e del portainnesto il più possibile uguali o talvolta perfettamente coincidenti (come nel caso dell'innesto a doppio spacco inglese) nel giusto periodo (solitamente in primavera o alla fine dell'estate, quando cioè le piante sono "in succhio"). I tagli vengono praticati utilizzando in genere un apposito utensile, il coltello da innesto.

## Funzioni
Le funzioni dell'innesto sono molteplici. Oltre a essere un sistema di propagazione agamica di largo impiego, all'innesto si ricorre, soprattutto in frutticoltura, per questi motivi:
- reinnestare un arboreto per sostituire una cultivar superata o per introdurne una, vecchia o nuova, preferibile a quella presente. In questo caso l'innesto si propone come alternativa all'espianto e reimpianto dell'arboreto;
- regolare lo sviluppo, la longevità, la precocità: il portainnesto è in grado di trasmettere al nesto caratteri fisiologici e fenologici specifici. La scelta del portainnesto influisce sulla vigoria, limitando lo sviluppo della parte aerea (portinnesti nanizzanti) o rafforzandola, sulla longevità della cultivar e, infine, sulla precocità della produzione, anticipando o ritardando l'epoca della fioritura;
- adattare una cultivar a particolari condizioni pedologiche e climatiche: le specie e le varietà vegetali hanno differenti sensibilità a determinate proprietà fisiche e chimiche del terreno (tessitura, contenuto in calcare, siccità, ecc.); l'innesto di una cultivar sensibile su una specie o su una varietà meno sensibile permette di adattarla a specifiche condizioni. Analoghe considerazioni possono essere fatte per l'adattamento al clima;
- resistenza a parassiti, malattie e fitofagi: il ricorso a portinnesti resistenti a particolari avversità permette di evitare attacchi agli apparati radicali o a contenerne gli effetti. L'esempio più eclatante è la lotta alla fillossera della vite tramite l'innesto dei vitigni europei su portinnesti americani più resistenti al fitofago;
- rilevare le virosi e risanare il materiale infetto: l'innesto su piante indicatrici è uno dei mezzi adottati per diagnosticare la presenza di una virosi. In micropropagazione si usa inoltre la tecnica del microinnesto per risanare le virosi, in quanto i tessuti meristematici e quelli embrionali non sono ancora infetti dal virus;
- introduzione di impollinatori: negli arboreti in cui si nota un'impollinazione si può ricorrere al reinnesto di un certo numero di piante con cultivar che hanno funzione impollinatrice;
- correggere la struttura scheletrica della pianta: l'innesto può essere sfruttato per correggere difetti di sviluppo delle branche nelle parti deficienti per varie cause.
- alcuni cloni di molte specie (arboree e non) presentano difficoltà a radicare, per cui l'innesto risulta l'unico metodo di propagazione.

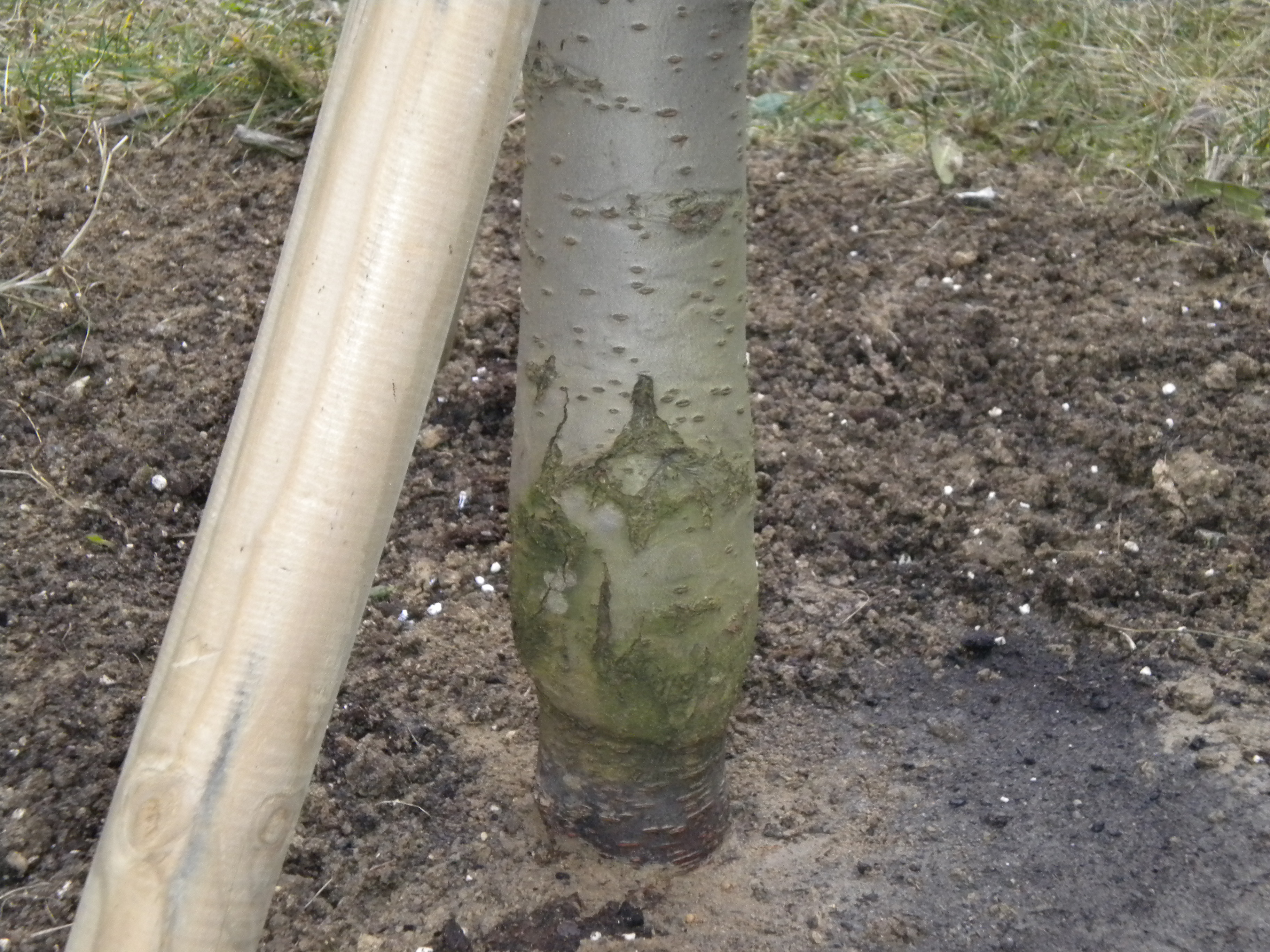
Innesto su mirabolano di un susino cultivar "regina claudia gialla"

## Influenze tra i bionti e condizioni di attecchimento
Il portinnesto e la marza si influenzano reciprocamente nei caratteri funzionali, per quanto l'influenza della marza sul portinnesto sia meno evidente in quanto ha effetto sull'apparato radicale. L'attecchimento dell'innesto varia in funzione di molteplici fattori.
- Polarità. Come nelle talee e nella propaggine, anche nell'innesto deve essere rispettata la polarità naturale. La marza non dovrà essere ribaltata rispetto alla posizione naturale.
- Condizioni ambientali. Un innesto, per attecchire, richiede temperature di 25-30 °C, per stimolare la formazione del callo, ed elevata umidità per evitare la disidratazione dello stesso. Per questo motivo si adottano tecniche di condizionamento che rientrano nella pratica della "forzatura".
- Manualità e scelta del materiale idoneo. Per praticare l'innesto si adottano attrezzi e materiali adatti. I tagli devono essere netti, eseguiti con attrezzi affilati, e ci deve essere il perfetto contatto tra le zone cambiali dei bionti.
- Affinità. Le piante innestate devono essere fisiologicamente affini ovvero non devono manifestare incompatibilità reciproca. L'affinità d'innesto si configura spesso con la relazione filogenetica, ovvero con il grado di parentela sotto l'aspetto botanico; tuttavia questa "regola" presenta varie eccezioni. Gli innesti più efficaci sono quelli tra piante di differenti varietà appartenenti alla stessa specie; possono eseguirsi anche innesti tra specie diverse (ad esempio il pero su cotogno), mentre molto più rari sono gli innesti possibili tra piante appartenenti a categorie sistematiche via via più distanti. In generale non sono possibili innesti fra piante appartenenti a famiglie differenti. La disaffinità d'innesto si manifesta con vari sintomi, come il difficile attecchimento, la lenta cicatrizzazione, la formazione di iperplasie, la fragilità del punto di innesto, l'accumulo di amido sopra il punto di innesto, la formazione di tille nei vasi, la necrosi di cellule, la formazione di sughero, la deviazione dei vasi linfatici e floematici, l'arrossamento fogliare e la filloptosi, lo sviluppo stentato e la ridotta longevità.

Possiamo distinguere quattro tipologie di disaffinità di innesto:

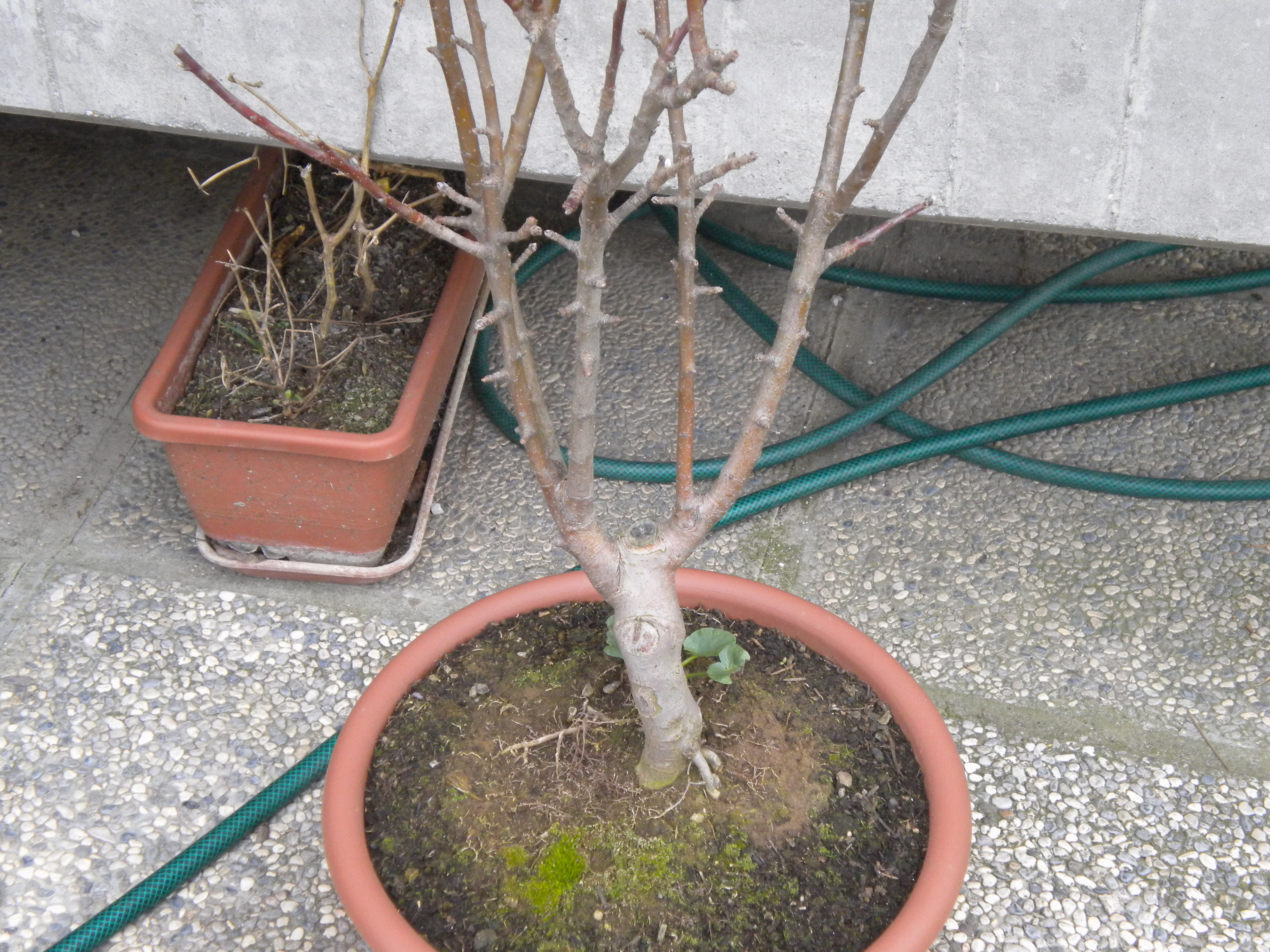
Melo nano innestato

- disaffinità totale: si manifesta subito durante il processo di saldatura, dove non avviene la formazione del cambiforme;
- disaffinità ritardata con discontinuità dei tessuti: il cambio risulta discontinuo a causa della produzione di parenchima al posto dello xilema, processo che ostacola il passaggio di nutrienti; questa disaffinità è superabile mediante interposizione di un intermediario;
- disaffinità ritardata senza discontinuità dei tessuti: non si manifesta con anomalie nei tessuti in prossimità della zona di innesto, ma presenta nel tempo una degenerazione del floema, che provoca una diminuzione nel passaggio di nutrienti; non è superabile mediante uso di intermediari. Si verifica quando dopo l'innesto il cambio risulta discontinuo a causa della produzione di parenchima al posto dello xilema oppure se presenta nel tempo una degenerazione del floema, che provoca una diminuzione nel passaggio di nutrienti. Porta al deperimento della pianta, che può essere progressivo o si può verificare con improvvisi collassi, oppure alla rottura del punto d'innesto;
- disaffinità indotta da patogeni: anch'essa non superabile, dovuta alla presenza di virus e micoplasmi ("tristeza" degli agrumi, virus dell'accartocciamento fogliare del ciliegio).

Ci sono diverse teorie sulla causa della disaffinità: 
- secondo il modello di Yeoman a livello dei plasmalemmi dei due bionti avviene uno scambio di proteine di riconoscimento, che stimolano o meno la trascrizione per la formazione dei nuovi tessuti.
- secondo il modello di Moore questo processo è invece determinato dal flusso auxinico e dalla pressione presente all'interno dei tessuti di cicatrizzazione
- ci sono inoltre numerose sostanze che interferiscono con l'unione tra i due bionti: ad esempio, la "prunasina" presente nel cotogno e l'"amigdalina" presente nel mandorlo, se trasferiti sul nesto (pero e pesco), subiscono dei processi di idrolizzazione che portano alla formazione di composti tossici

## Tipi d'innesto

### Innesti per approssimazione
Gli innesti per approssimazione non utilizzano marze. Il nesto è un ramo di una pianta vicina che deve essere abbastanza lungo per arrivare al punto dove è piantato il portainnesto. Dopo l'attecchimento il nesto viene esportato dalla pianta madre. Gli innesti per approssimazione sono poco usati, anche se favoriscono l'attecchimento di alcune cultivar, difficili da innestare. Oggi si usa nei frutteti per "legare" le piante tra loro e dare maggior stabilità alle stesse. Possono essere di due tipi:
- Approssimazione semplice: si asporta una porzione di corteccia di 2–5 cm da un ramo del portainnesto e dal ramo della nesto, i bionti si uniscono e poi si legano. Ad attecchimento avvenuto, si asporta la chioma del soggetto sopra l'innesto e la base del nesto sotto l'innesto.
- Approssimazione ad intarsio: Analogamente al precedente, si asporta la corteccia, più una parte di legno.

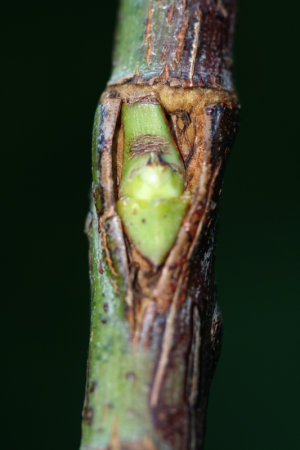
Innesto a gemma

### Innesti a gemma
Gli innesti a gemma sono molto praticati in frutticoltura perché hanno un'alta probabilità di attecchimento. Il nesto è costituito da una gemma (detta scudetto) con una piccola parte di corteccia retrostante. Ci sono vari tipi di innesto a gemma ma è sempre meglio eseguirli a gemma dormiente e quando le piante sono in succhio:
- innesto a occhio / scudetto: è molto praticato in vivaio. Il nesto è costituito da una gemma prelevata da rami vigorosi e ben lignificati. La corteccia viene incisa con due tagli, uno verticale, uno orizzontale per formare una T. Si sollevano i due lembi formati e si inserisce lo scudetto, infine si lega con rafia o altro e si copre con mastice.
- innesto a doppio scudo: è un innesto ad occhio dove si interpone tra il nesto e il portainnesto un terzo bionte a forma di scudetto. Questo innesto è fondamentale in frutticoltura, infatti serve per eliminare i problemi di disaffinità tra i due bionti principali inserendo questo scudetto affine ad entrambi costituendo così un "ponte" tra il nesto e il porta innesto. Un caso di utilizzo di questo innesto è tra il pero cv kaiser e il Cotogno, che sono disaffini, ma inserendo una cv affine ad entrambi, si elimina questo problema.
- innesto a pezza / tassello: Innesto usato soprattutto sull'ulivo, noce e kaki. Differisce dall'innesto a scudetto perché la gemma è attorniata da una porzione di corteccia quadrangolare delle medesime misure della corteccia asportata in cui si dovrà inserire la gemma.
- innesto a zufolo / anello: la gemma si esporta assieme ad un anello di corteccia. Si praticano 2 tagli orizzontali paralleli ed uno longitudinale in modo da esportare un anello di corteccia contenente la gemma. Si rimuove dal portainnesto un anello di corteccia analogo e lo si ricopre con l'anello contenente la gemma da innestare.
- innesto alla maiorchina: utilizzato soprattutto per la vite (in fase di gemma dormiente). si esporta la gemma con due tagli incidenti molto precisi e la si inserisce nel portainnesto praticando un foro analogo. Si lega con rafia e si ricopre con mastice.

### Innesti a marza
Sono innesti comuni in frutticoltura. Sono caratterizzati dall'impiego di una o più marze costituite da porzioni di rami di un anno portanti 2-3 gemme. Possono essere di vario tipo:
- "a spacco comune": l'innesto è praticato a fine inverno, con il cambio non ancora in attività. Si capitozza il soggetto e vi si apre una fenditura diametrale di pochi centimetri. La marza, lunga una decina di centimetri presenterà la parte inferiore tagliata a cuneo, che andrà inserito nello spacco del portainnesto. Se il diametro del portainnesto è molto superiore a quello della marza, possono essere inserite anche 2 o 3 marze nello stesso spacco, con l'accorgimento però, che le due esterne, dovranno avere un cuneo irregolare, con la parte esposta verso il centro, più corta di quella esterna. Ci sono molteplici tipi di innesto a spacco a seconda delle tradizioni locali: innesto a doppio spacco inglese usato in vivaistica, impiegato principalmente per gli innesti-talea delle viti sottoposte a forzatura, ma impiegato anche su altri fruttiferi con buoni risultati. In genere si pratica su rami di un anno. Sull'internodo del portinnesto si pratica un taglio netto a 45°. Su questo taglio, a partire dai 2/3 superiore si pratica un secondo taglio a scendere quasi parallelo al precedente fermandosi appena oltre la meta del ramo (Si sarà formata un sorta di linguetta). La marza formata da un rametto circa della stessa dimensione portante una o due gemme viene tagliato alla stessa maniera in modo da fare entrare la linguetta della marza sotto alla linguetta del portinnesto. L'incastro che si forma è molto stabile. Se saranno rispettate tutte le condizioni fisiologiche l'attecchimento è molto alto. Altri innesti sono: innesto a spacco pieno e spacco vuoto, innesto a penna, innesto a cavallo, innesto a sella.

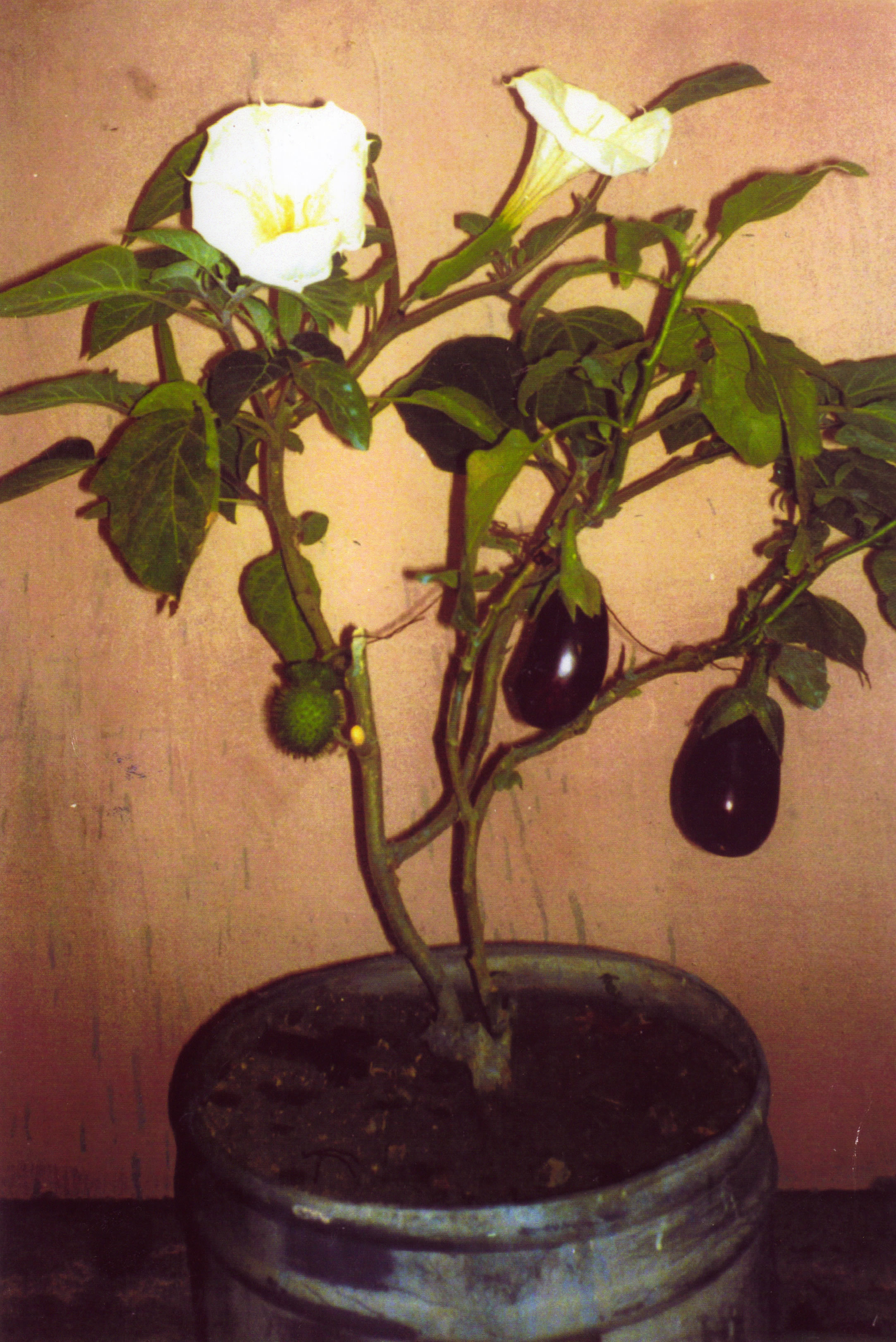
Innesto di melanzana su stramonio

- "a corona o sottocorteccia": preferibile di quelli a spacco per le Drupacee, sugli agrumi e per il reinnesto delle piante adulte. È eseguito in primavera con la pianta in vegetazione e in succhio in modo che la corteccia si stacchi facilmente dal cambio. La marza deve avere le gemme ferme, per fare ciò la marza va prelevata in autunno e conservata in frigorifero fino  Innesto di melanzana su stramonio all'utilizzo. È lunga una decina di centimetri e porta 2-3 gemme robuste e la sua parte basale è tagliata a V. Nel portainnesto, capitozzato, si solleva la corteccia per inserirvi la marza. È fondamentale il buon contatto tra i bionti. Una variante è l'innesto a becco di clarino o becco di luccio.
- "a triangolo od a incastro": praticato molto a febbraio in vivaio e su piante adulte per reinnestarle. La marza di una decina di centimetri portante 2-3 gemme ha l'estremità inferiore tagliata a formare una punta con due facce a spigolo. Sul portainnesto capitozzato si pratica un piccolo incastro di sezione triangolare delle stesse identiche dimensioni della marza. È possibile fissare la marza con un chiodo quindi si lega e si copre con il mastice.Innesto a spacco

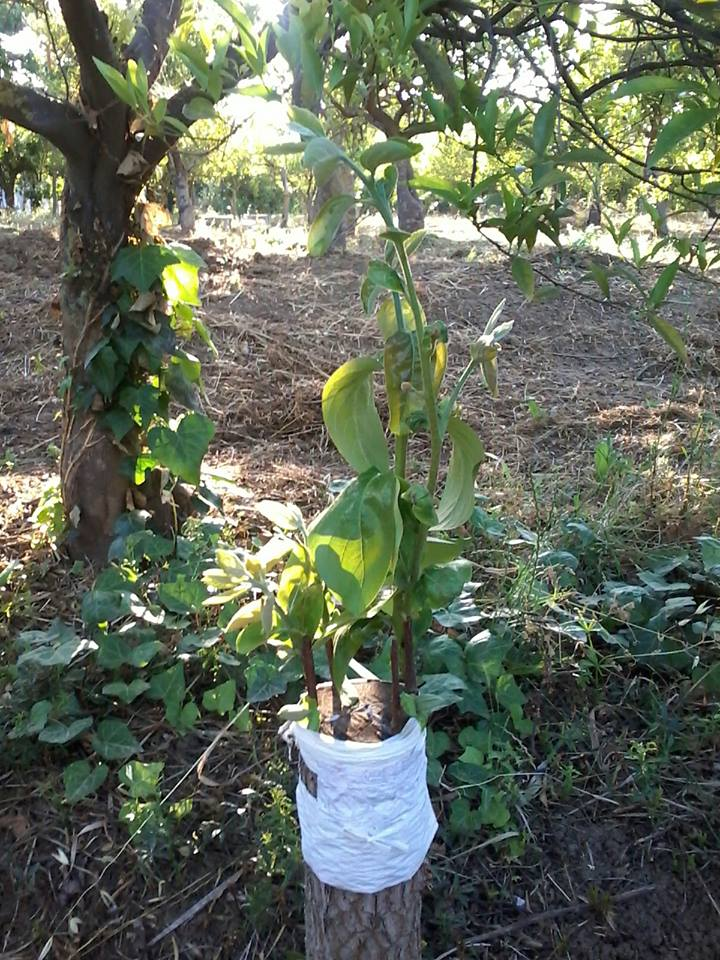
Innesto a spacco

### Altri innesti

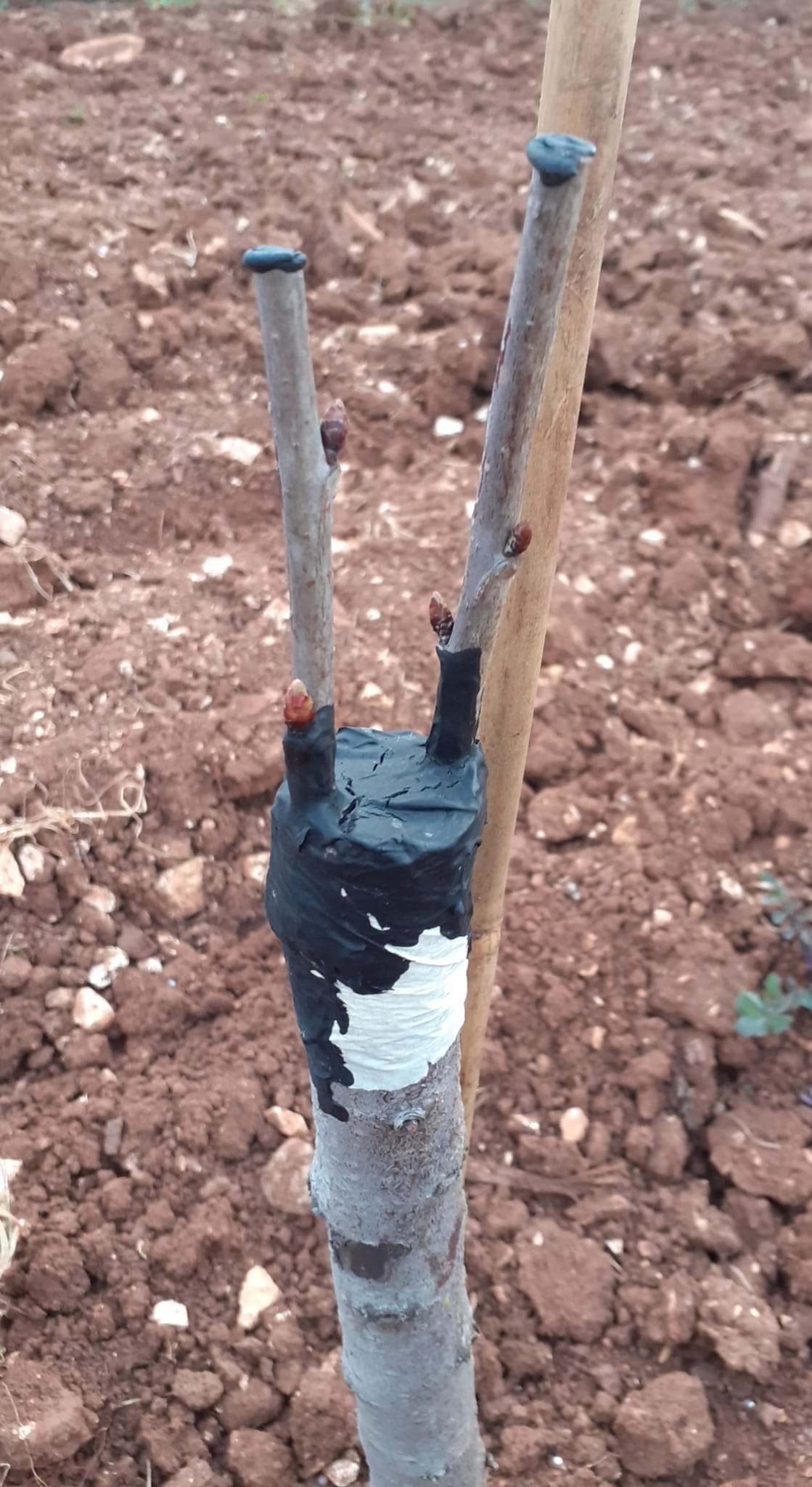
Innesto a spacco di un ciliegio

Ci sono inoltre moltissimi altri innesti, usati per molteplici funzioni, vediamone alcuni:
- "A cella": le marze di piccole dimensioni vengono poste in una celletta scavata nel tronco.
- "A spacco": si prepara il soggetto "dormiente" capitozzandolo e effettuando la spaccatura con opportuni attrezzi, si inseriscono poi due marze alle estremità dello spacco per far combaciare le zone rigeneratrici.
- "A linguetta" (o "spacco inglese"): precondizione è avere soggetto e oggetto dello stesso diametro, si utilizza una guida da tavolo, dove si introducono marza e soggetto, e praticando simultaneamente un taglio inclinato del 28-32 % , successivamente si esegue l'incisione a linguetta sulle due parti incastrandole perfettamente tra loro.
- "A ponte": utilizzato per risanare tronchi o rami, di esemplari rari o di grande pregio, che hanno perduto in una zona la quasi totalità della corteccia per traumi o fitopatie, si effettua con un rametto o un pollone che funge da ponte tra le parti sane.

### Innesti particolari
Sono innesti particolari gli innesti a macchina (a spacchi multipli o omega). È un innesto eseguito al tavolo, largamente praticato per la vite ed ottenere innesti talea. Ha molteplici vantaggi tra cui il guadagno di un anno di permanenza in vivaio, si producono astoni già provvisti di gemme anche se meno vigorosi, aumento notevole delle probabilità di attecchimento.

## Casi particolari
- Una tecnica particolare è stata portata all'estremo dal professore d'arte Sam Van Aken che ha creato l'Albero dai 40 frutti (Tree of 40 Fruit), un albero che produce frutti di 40 diverse varietà.[1]
- Un paesino siciliano, Mazzarrà Sant'Andrea (Me), è conosciuto in tutto il mondo per i maestri di innesto. Nel paese, da circa 500 anni, si pratica l'arte dell'innesto, soprattutto su varietà agrumicole, l'economia dello stesso si basa sull'agricoltura intensiva di agrumi.
Quest'attività, svolta nel paese da sempre, intesa come applicazione di forze umane e intellettive in campo agricolo ha sempre contraddistinto la piccola comunità, tanto da far soprannominare il predetto "culla di tutta la vivaistica agrumicola".[senza fonte]